# Leslie Munro
Leslie Knox Munro (Auckland, 26 de febrero de 1901-Hamilton, 13 de febrero de 1974) fue un abogado, periodista y político neozelandés. Se desempeñó como embajador ante Estados Unidos, representante permanente ante las Naciones Unidas y miembro del Parlamento de Nueva Zelanda. Entre 1957 y 1958 fue presidente de la Asamblea General de las Naciones Unidas, durante el décimo segundo período de sesiones y la tercera sesión especial de emergencia de la Asamblea.

## Biografía

### Primeros años
Estudió en la escuela secundaria de Auckland y en la Universidad de Auckland, donde se graduó con una maestría en derecho en 1923. Se convirtió en decano de la facultad de derecho de dicha universidad en 1938, siendo profesor y ocupando una variedad de roles hasta 1951. También fue presidente de la Sociedad Jurídica del Distrito de Auckland de 1936 a 1938, y dio charlas de radio sobre eventos mundiales para el Servicio Nacional de Radiodifusión de Nueva Zelanda (NBS), y escribió para The New Zealand Herald, donde fue editor desde 1942 a 1951.

### Carrera diplomática
Fue un miembro fundador del Partido Nacional de Nueva Zelanda, y ocupó importantes cargos ejecutivos en el partido, ayudando a la victoria en las elecciones generales de 1949. En 1952, el primer ministro, Sidney Holland, lo designó embajador en los Estados Unidos y el representante permanente de Nueva Zelanda en las Naciones Unidas. En ese cargo, presionó para que el gobierno de Nueva Zelanda apoyara los esfuerzos de los Estados Unidos para aumentar su participación en Indochina en respuesta al éxito del Viet Minh durante la primera guerra de Indochina. Mientras reconocía al Viet Cong como un movimiento «indígena», aún sostenía que contaba con el apoyo de Vietnam del Norte y la República Popular China como parte de una campaña de subversión comunista contra Vietnam del Sur.
Como representante permanente de Nueva Zelanda en la ONU, fue presidente del Consejo de Administración Fiduciaria de 1953 a 1954 y presidente de la Asamblea General de las Naciones Unidas durante su duodécimo período de sesiones, entre 1957 y 1958. También fue tres veces presidente del Consejo de Seguridad (enero y diciembre de 1955 y febrero de 1956), ocupando el cargo al momento del estallido de la crisis de Suez. En la ONU fue un crítico abierto de la respuesta soviética a la revolución húngara de 1956, y fue nombrado representante especial para la «cuestión húngara».
Fue nombrado caballero comendador de la Orden de San Miguel y San Jorge en 1955 y de la Real Orden Victoriana en 1957. Aunque fue destituido de su cargo como representante permanente en 1958 por el segundo gobierno del Partido Laborista, siguió siendo representante especial hasta 1962, y fue secretario general de la Comisión Internacional de Juristas desde 1961. En 1960 publicó United Nations: Hope for a divided world. También fue miembro del Centro de Estudios Avanzados de la Universidad Wesleyan en Middletown (Connecticut).

### Carrera política
Al finalizar su misión diplomática en Washington D. C., fue reemplazado por un diplomático de carrera. Después de las elecciones neozelandesas de 1960, Munro esperaba que el nuevo gobierno lo volviera a asignar a Washington o le diera el puesto de Alto Comisionado en Londres. Sin embargo, sus rasgos personales lo habían hecho impopular entre los altos funcionarios del Departamento de Asuntos Externos y de la oficina del Primer Ministro. Se hizo una recomendación al nuevo primer ministro Keith Holyoake para que Munro no designado en una posición diplomática en el extranjero.
Regresó a Nueva Zelanda y fue elegido como miembro del Parlamento por el Partido Nacional, primero en representación de Waipa en 1963 y por Hamilton West en 1969. Había propuesto presentarse por Tamaki en 1960, pero solo si no tenía oposición del partido.
Los antagonismos personales y profesionales con dos primeros ministros (Keith Holyoake y luego Jack Marshall) le impidieron alcanzar un alto rango en esas administraciones, y se retiró en 1972.